# Enneberger Dolomiten

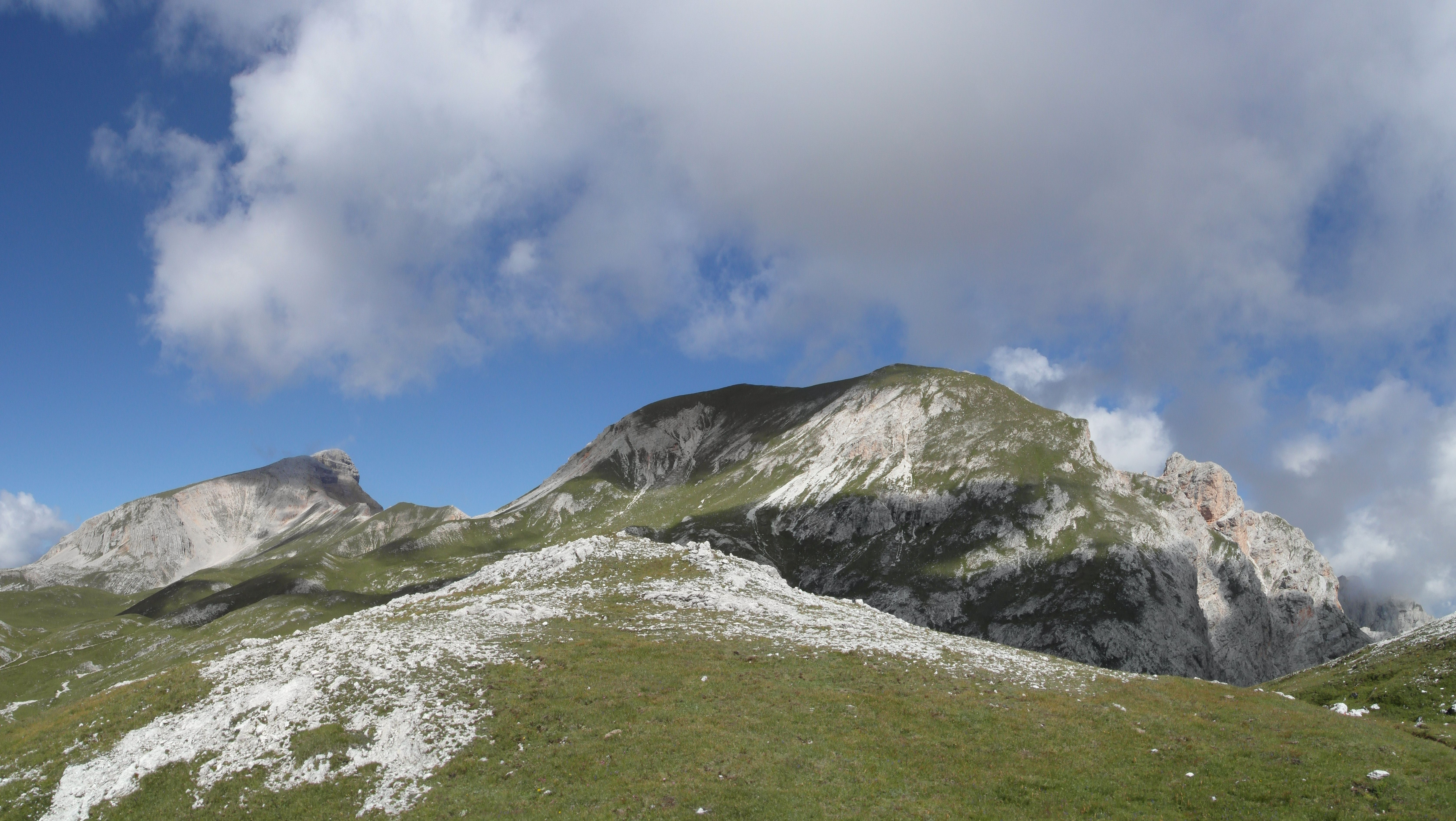
Der Muntejela de Senes

Enneberger Dolomiten ist eine in manchen Systematiken gebräuchliche Bezeichnung für eine Untergruppe der Dolomiten in Südtirol, die sich rund um das Enneberger Tal erhebt und zu großen Teilen im Naturpark Fanes-Sennes-Prags unter Schutz gestellt ist. Es handelt sich dabei um:
- die westlichen Teile der Pragser Dolomiten und
- die nördlichen Teile der Fanesgruppe.